# Günter Figal
Günter Figal (* 15. Juli 1949 in Langenberg, Rheinland; † 17. Januar 2024 in Ulm) war ein deutscher Philosoph.

## Leben
Figal studierte Philosophie und Germanistik in Heidelberg. In seinem Studium der Philosophie wurde er vor allem von Hans-Georg Gadamer, Michael Theunissen, Dieter Henrich und Ernst Tugendhat beeinflusst. 1976 wurde er in Heidelberg bei Michael Theunissen und Dieter Henrich mit einer Arbeit über Adorno promoviert. 1987 folgte, ebenfalls in Heidelberg, die Habilitation mit einer Arbeit über Martin Heidegger. 1989 wurde er als Professor für Philosophie nach Tübingen berufen, 2001 folgte er einem Ruf auf eine C4-Professur für Philosophie nach Freiburg (Lehrstuhl Edmund Husserl und Martin Heidegger).
Figal hatte zahlreiche Gastprofessuren an mehreren internationalen Universitäten inne, unter anderem in Aarhus, Nishinomiya, Berlin, Rom und Boston. Im akademischen Jahr 2005/2006 war er Inhaber des Kardinal-Mercier-Lehrstuhls an der Katholieke Universiteit Leuven.
Von 2003 bis 2015 war Figal Vorsitzender der Martin-Heidegger-Gesellschaft und seit 2009 Herausgeber der Reihe Heidegger Forum im Verlag Vittorio Klostermann, Frankfurt. Seit 1998 gab er die Schriftenreihe Philosophische Untersuchungen, seit 2002 das Internationale Jahrbuch für Hermeneutik heraus, beide im Verlag Mohr Siebeck. Seit 2013 gab Figal das erste deutschsprachige Heidegger-Lexikon im De-Gruyter-Verlag heraus. Von 2013 bis 2016 saß er im Vorstand des Sonderforschungsbereichs „Muße“ an der Universität Freiburg.
Im Januar 2015 trat Figal vom Vorsitz der Martin-Heidegger-Gesellschaft zurück. Zur Begründung gab er in einem Südwestrundfunk-Interview die 2014 in der Heidegger-Gesamtausgabe veröffentlichten Schwarzen Hefte an, die es ihm unmöglich machten, die Gesellschaft und die Person weiterhin zu repräsentieren.

## Forschungsschwerpunkte
Figal beschäftigte sich epochenübergreifend vor allem mit Metaphysik, Phänomenologie und Hermeneutik.

### Gegenständlichkeit(2006)
Mit dem Werk „Gegenständlichkeit“ hat Figal den Entwurf einer eigenen phänomenologisch-hermeneutischen Philosophie vorgelegt, der vor allem an Heidegger und Gadamer anschließt. Am Problem der Interpretation beschreibt Figal den Verlust eines realistischen Grundzugs in der Moderne, durch den die „moderne Philosophie im ganzen wie ein großangelegtes Entgegenständlichungsunternehmen erscheint“. Dagegen versucht Figal „Gegenständlichkeit“ als eigenes philosophisches Grundproblem zu etablieren (§ 13). Diese zeige sich in der Welt als einem „hermeneutischen Raum“, der durch die drei Dimensionen Freiheit, Sprache und Zeit gekennzeichnet ist. Auf diese Weise integriert Figal die moderne Subjektivitätsphilosophie (Freiheit), die Sprachphilosophie nach dem „linguistic turn“ (Sprache) und die temporale Ontologie Heideggers (Zeit) in die hermeneutische Fragestellung. Als Bezeichnung für das Grundgeschehen in diesem Raum lehnt Figal die Heideggerschen Begriffe „Sein“ oder „Ereignis“ ab, sondern versucht im abschließenden Kapitel den Begriff „Leben“ philosophisch zu rehabilitieren.

### Erscheinungsdinge(2010)
In Erscheinungsdinge entwickelt Figal eine phänomenologische Ästhetik, die sich von Versuchen abgrenzt, Kunst im Rahmen metaphysischer Systeme zu erklären, wie es für Hegel, Heidegger, aber auch Gadamer kennzeichnend gewesen sei. In Abgrenzung zu seinem eigenen Ansatz bezeichnet Figal diese Form des Nachdenkens über Kunst als Kunstphilosophie im Unterschied zu einer philosophischen Ästhetik (§ 3). Dem Buch dient deshalb Husserls Diktum als Motto, es gelte, zu den „Sachen selbst“ zurückzukehren, anstatt sich von „verkehrten Theorien“ irre machen zu lassen.
Diese Zuwendung zu den Sachen konkretisiert sich für Figal in der Ästhetik als Zuwendung zu den Werken der Kunst als Gegenständen, die in eminenter Weise phänomenal sind. Sie bezeichnet Figal deshalb als „Erscheinungsdinge“. Was diese Gegenstände als Kunstwerke auszeichnet, ist deren „dezentrale Ordnung“. Diese Ordnung ist nicht begrifflich strukturiert. Figal übernimmt von Kant also den Gedanken, es gebe ein „freies Spiel“ (§ 4) in der Erfahrung von Kunst, erklärt dieses aber nicht als Spiel subjektiver Vermögen, sondern als phänomenale Wirkung der Kunstwerke selber. Kunstwerke derart als dezentrale Ordnung zu verstehen ermöglicht es Figal auch, sie als „Mischungen“ (§ 9) verschiedener Kunstgattungen zu begreifen. Das erlaubt es ihm, verschiedene Erscheinungsformen von Kunst zu unterscheiden – Figal diskutiert das Rhythmische der Musik, das simultane Erscheinen von Bildern und das präzise Gefüge lyrischer Sprache – ohne die verschiedene Formen als Kunstgattungen voneinander zu trennen. Die Einheit der verschiedenen Kunstformen versteht Figal dabei als eine eminent räumliche, weshalb die Architektur für ihn paradigmatische Bedeutung erhält. Kunstwerke zeichnet aus, dass sie in besonderer Weise „Orte“ (§ 13) prägen und so ein absolutes „Hier“ (§ 15) markieren, ganz so, wie es nach Husserl nur menschliche Leiber vermögen.
In der Ästhetik greift Figal auf eine große Zahl an Beispielen zurück, um seine Überlegungen zu konkretisieren. Besondere Bedeutung kommt dabei der Neuen Musik, Werken des abstrakten Expressionismus sowie Bauten von Frank Lloyd Wright und Peter Zumthor zu – die größte Zahl der Beispiele entstammen also der Kunst der Moderne. Neben der Kritik der Urteilskraft sind vor allem Paul Valérys Essays wichtige kunsttheoretische Bezugspunkte.

## Schriften (Auswahl)
- Theodor W. Adorno. Das Naturschöne als spekulative Gedankenfigur. Bouvier, Bonn 1977, ISBN 3-416-01351-4.
- Martin Heidegger. Phänomenologie der Freiheit. Beltz, Frankfurt am Main 1988, ISBN 3-895-47721-4.
  - Neuauflage: Martin Heidegger. Phänomenologie der Freiheit. Mohr Siebeck, Tübingen 2013, ISBN 3-16-152630-9.
- Martin Heidegger zur Einführung. 7., vollst. überarb. Auflage. Junius, Hamburg 2016, ISBN 978-3-88506-381-0.
- Für eine Philosophie von Freiheit und Streit: Politik – Ästhetik – Metaphysik. Metzler, Stuttgart / Weimar 1994, ISBN 3-476-01204-2.
- Sokrates. 3. Auflage. Beck, München 2006, ISBN 3-406-54747-8.
- Der Sinn des Verstehens. Beiträge zur hermeneutischen Philosophie. Reclam, Stuttgart 1996, ISBN 3-150-09492-5.
- Nietzsche. Eine philosophische Einführung. Reclam, Stuttgart 1999, ISBN 3-150-09752-5 (2. Aufl. 2020).
- Lebensverstricktheit und Abstandnahme. „Verhalten zu sich“ im Anschluß an Heidegger, Kierkegaard und Hegel. Attempto, Tübingen 2001, ISBN 3-893-08311-1.
- Gegenständlichkeit. Das Hermeneutische und die Philosophie. Mohr Siebeck, Tübingen 2006, ISBN 3-161-48857-1 (2. Aufl. 2018).
- Verstehensfragen. Studien zur phänomenologisch-hermeneutischen Philosophie. Mohr Siebeck, Tübingen 2009, ISBN 978-3-16-149805-3.
- Erscheinungsdinge. Ästhetik als Phänomenologie. Mohr Siebeck, Tübingen 2010, ISBN 978-3-16-150515-7.
- Kunst. Philosophische Abhandlungen. Mohr Siebeck, Tübingen 2012, ISBN 978-3-16-152242-0.
- Einfachheit. Über eine Schale von Young-Jae Lee. modo Verlag, Freiburg im Breisgau 2014, ISBN 978-3-86833-150-9 (zweisprachig deutsch/englisch).
- Unscheinbarkeit. Der Raum der Phänomenologie. Mohr Siebeck, Tübingen 2015, unveränderte Studienausgabe 2016, ISBN 978-3-16-154346-3.
- Unwillkürlichkeit. Essays über Kunst und Leben. modo Verlag, Freiburg im Breisgau 2016, ISBN 978-3-86833-187-5.
- Ando – Raum, Architektur, Moderne. modo Verlag, Freiburg im Breisgau 2017, ISBN 978-3-86833-220-9.
- Freiräume. Phänomenologie und Hermeneutik (= Philosophische Untersuchungen. Band 44). Mohr Siebeck, Tübingen 2017, ISBN 978-3-16-155398-1.
- Gefäße als Kunst. Erfahrungen mit japanischer Keramik. modo Verlag, Freiburg im Breisgau 2019, ISBN 978-3-86833-260-5.
- Gibt es wirklich etwas draußen? Skizze einer realistischen Phänomenologie. In: Information Philosophie, März 2016, Heft 1, S. 8–17.
- Philosophy as metaphysics. The Torino lectures. Mohr Siebeck, Tübingen 2019, ISBN 978-3-16-155734-7.
- Ästhetik der Architektur. modo Verlag, Freiburg im Breisgau 2021, ISBN 978-3-86833-303-9.
- Vieldeutigkeit. Zur ästhetischen Umstellung der Philosophie. Tübingen 2023.

## Nachruf
- Tobias Keiling: Von der Unscheinbarkeit des Raumes. Dem Fernen nah: Zum Tod des Philosophen Günter Figal. In: Frankfurter Allgemeine Zeitung, Printausgabe. Nr. 17, 20. Januar 2024, S. 14 (faz.net).

## Nachweise
1. ↑  Tobias Keiling: Zum Tod von Günter Figal. Ein Denker des Raumes. In: FAZ. 19. Januar 2024, abgerufen am 19. Januar 2024.
2. ↑  vgl. Vorsitzender der Heidegger-Gesellschaft zurückgetreten, Pressemitteilung SWR2, 16. Januar 2015
vgl. ferner: Bettina Schulte: Das Ende des Heideggerianertums. Interview mit Günter Figal, Badische Zeitung, 23. Januar 2015.
3. ↑  Günter Figal: Gegenständlichkeit. Mohr Siebeck, Tübingen 2006, ISBN 3-16-148857-1, S. 126.eingeschränkte Vorschau in der Google-Buchsuche

| Personendaten    | Personendaten          |
| ---------------- | ---------------------- |
| NAME             | Figal, Günter          |
| KURZBESCHREIBUNG | deutscher Philosoph    |
| GEBURTSDATUM     | 15. Juli 1949          |
| GEBURTSORT       | Langenberg (Rheinland) |
| STERBEDATUM      | 17. Januar 2024        |
| STERBEORT        | Ulm                    |